# Федорівка (Новоукраїнський район)
Фе́дорівка — село в Україні, у Тишківській сільській громаді Новоукраїнського району Кіровоградської області. Населення становить 359 осіб. Колишній центр Федорівської сільської ради.

## Населення
Згідно з переписом УРСР 1989 року чисельність наявного населення села становила 508 осіб, з яких 233 чоловіки та 275 жінок.
За переписом населення України 2001 року в селі мешкали 482 особи.

### Мова
Розподіл населення за рідною мовою за даними перепису 2001 року:
| Мова       | Відсоток |
| ---------- | -------- |
| українська | 95,28 %  |
| російська  | 1,85 %   |
| молдовська | 1,64 %   |
| білоруська | 1,23 %   |